# Свет

Спектр света — часть спектра электромагнитного излучения

Свет — электромагнитное излучение, воспринимаемое человеческим глазом. В качестве коротковолновой границы спектрального диапазона, занимаемого светом, принят участок с длинами волн в вакууме 380−400 нм (750−790 ТГц), а в качестве длинноволновой границы — участок 760−780 нм (385−395 ТГц).
В широком смысле, используемом в физической оптике, светом часто называют любое оптическое излучение, то есть такое электромагнитное излучение, длины волн которого лежат в диапазоне с приблизительными границами от единиц нанометров до десятых долей миллиметра. В этом случае в понятие «свет» помимо видимого излучения включаются как инфракрасное, так и ультрафиолетовое излучения.
Раздел физики, в котором изучается свет, носит название оптика.
Также, особенно в теоретической физике, термин свет может иногда выступать просто синонимом термина электромагнитное излучение, независимо от его частоты, особенно когда конкретизация не важна, а хотят, например, использовать более короткое слово.
Свет может рассматриваться либо как электромагнитная волна, скорость распространения в вакууме которой постоянна, либо как поток фотонов — частиц, обладающих определённой энергией, импульсом, собственным моментом импульса и нулевой массой (или, как говорили ранее, нулевой массой покоя).

## Характеристики света
Одной из субъективных характеристик света, воспринимаемой человеком в виде осознанного зрительного ощущения, является его цвет, который для монохроматического излучения определяется главным образом частотой света, а для сложного излучения — его спектральным составом.
Свет может распространяться даже в отсутствие вещества, то есть в вакууме. При этом наличие вещества влияет на скорость распространения света.
Скорость света в вакууме равна 299 792 458 м/с (точно).
Свет на границе между средами испытывает преломление и/или отражение. Распространяясь в среде, свет поглощается и рассеивается веществом. Оптические свойства среды характеризуются показателем преломления, действительная часть которого равна отношению фазовой скорости света в вакууме к фазовой скорости света в данной среде, мнимая часть описывает поглощение света. В изотропных средах, где распространение света не зависит от направления, показатель преломления есть скалярная функция (в общем случае — от времени и координаты). В анизотропных средах он представляется в виде тензора. Зависимость показателя преломления от длины волны света — оптическая дисперсия — приводит к тому, что свет разных длин волн распространяется в среде с разной скоростью, благодаря чему возможно разложение немонохроматического света (например, белого) в спектр.
Как любая электромагнитная волна, свет может быть поляризованным. У линейно поляризованного света определена плоскость (т. н. плоскость поляризации), в которой происходят колебания электрической составляющей электромагнитной волны. У эллиптически (в частности циркулярно) поляризованного света электрический вектор, в зависимости от направления поляризации, «вращается» по или против часовой стрелки.
Неполяризованный свет является смесью световых волн со случайной поляризацией. Поляризованный свет может быть выделен из неполяризованного пропусканием через поляризатор или отражением/прохождением на границе раздела сред при падении на границу под определённым углом, зависящим от показателей преломления сред (см. угол Брюстера). Некоторые среды могут вращать плоскость поляризации проходящего света, причём угол поворота зависит от концентрации оптически активного вещества, — это явление используется, в частности, в поляриметрическом анализе веществ (например, для измерения концентрации сахара в растворе).
Количественно интенсивность света характеризуют с помощью фотометрических величин нескольких видов. К основным из них относятся энергетические и световые величины.
Первые из них характеризуют свет безотносительно к свойствам человеческого зрения. Они выражаются в единицах энергии или мощности, а также производных от них. К энергетическим величинам в частности относятся энергия излучения, поток излучения, сила излучения, энергетическая яркость, энергетическая светимость и облучённость.
Каждой энергетической величине соответствует аналог — световая фотометрическая величина. Световые величины отличаются от энергетических тем, что оценивают свет по его способности вызывать у человека зрительные ощущения. Световыми аналогами перечисленных выше энергетических величин являются световая энергия, световой поток, сила света, яркость, светимость и освещённость.
Учёт световыми величинами зависимости зрительных ощущений от длины волны света приводит к тому, что при одних и тех же значениях, например, энергии, перенесённой зелёным и фиолетовым светом, световая энергия, перенесённая в первом случае, будет существенно выше, чем во втором. Такой результат отражает тот факт, что чувствительность человеческого глаза к зелёному свету выше, чем к фиолетовому.
Видимый свет — электромагнитное излучение с длинами волн ≈ 380—760 нм (от фиолетового до красного) включительно.

## Скорость света
Скорость света в вакууме определяется в точности 299 792 458 м/с (около 300 000 км в секунду). Фиксированное значение скорости света в СИ связано с тем, что метр, как единица длины в СИ с 1983 года определяется как расстояние, проходимое светом за 1/299 792 458 часть секунды. Все виды электромагнитного излучения, как полагают, распространяются в вакууме с точно такой же скоростью.
Различные физики пытались измерить скорость света на протяжении всей истории. Галилей безуспешно пытался измерить скорость света в 1607 году. Другой эксперимент по измерению скорости света был проведён в 1676 году датским физиком Оле Рёмером. С помощью телескопа Рёмер наблюдал движение Юпитера и одной из его лун Ио, фиксируя при этом моменты затмений Ио. Рёмер обнаружил, что эти моменты зависят от положения Земли на её орбите. Предположив, что такая зависимость обусловлена конечностью скорости света, он вычислил, что свету требуется около 22 минут, чтобы пройти расстояние, равное диаметру орбиты Земли. Тем не менее, его размер не был известен в то время. Если бы Рёмер знал диаметр орбиты Земли, он бы получил значение скорости, равное 227 000 000 м/с.
Другой — более точный — способ измерения скорости света применил француз Ипполит Физо в 1849 году. Физо направил луч света в зеркало на расстоянии нескольких километров. Вращающееся зубчатое колесо было помещено на пути светового луча, который проходил от источника к зеркалу и затем возвращался к своему источнику. Физо обнаружил, что при определённой скорости вращения луч будет проходить через один пробел в колесе на пути и следующий разрыв на обратном пути. Зная расстояние до зеркала, число зубьев на колесе, и скорость вращения, Физо удалось вычислить скорость света, — было получено значение в 313 000 000 м/с.
Существенного прогресса в измерении скорости света удалось достигнуть в результате применения и совершенствования метода вращающегося зеркала, предложенного другим французом — Франсуа Араго (1838 г.). Развив и осуществив идею Араго, Леон Фуко в 1862 году получил значение скорости света равное 298 000 000±500 000) м/с. В 1891 году Саймон Ньюком, повысив точность измерений на порядок, получил величину в 299 810 000±50 000 м/с. В результате многолетних усилий Альберт А. Майкельсон добился ещё более высокой точности: полученное им в 1926 году значение составило 299 796 000±4 000 м/с. В ходе этих измерений А. Майкельсон измерял время, требовавшееся свету, чтобы пройти расстояние между вершинами двух гор, равное 35,4 км (точнее, 35 373,21 м).
Наивысшая точность измерений была достигнута в начале 1970-х. В 1975 году XV Генеральная конференция по мерам и весам зафиксировала это положение и рекомендовала считать скорость света равной 299 792 458 м/с с относительной погрешностью 4•10−9, что соответствует абсолютной погрешности 1,1 м/с. Впоследствии это значение скорости света было положено в основу определения метра в Международной системе единиц (СИ), а сама скорость света стала рассматриваться как фундаментальная физическая постоянная, по определению равная указанному значению точно.
Эффективная скорость света в различных прозрачных веществах, содержащих обычную материю, меньше, чем в вакууме. Например, скорость света в воде составляет около 3/4 от скорости света в вакууме. Снижение скорости света при прохождении вещества, как полагают, происходит не от фактического замедления фотонов, а от их поглощения и переизлучения частицами вещества.
Как крайний пример замедления света, можно сказать, что двум независимым группам физиков удалось полностью «остановить» свет, пропуская его через конденсат Бозе — Эйнштейна на основе рубидия. Тем не менее, слово «остановить» в этих экспериментах относится только к свету, хранящемуся в возбуждённых состояниях атомов, а затем повторно излучаемому в произвольное более позднее время, как вынужденное вторым лазерным импульсом излучение. Во времена, когда свет «остановился», он перестал быть светом.

Время распространения светового луча в масштабной модели Земля-Луна. Для преодоления расстояния от поверхности Земли до поверхности Луны свету требуется 1,255 с

## Оптические свойства света
Изучение света и взаимодействия света и материи называют оптикой. Наблюдение и изучение оптических явлений, таких как радуга и северное сияние, позволяют пролить свет на природу света.

### Преломление

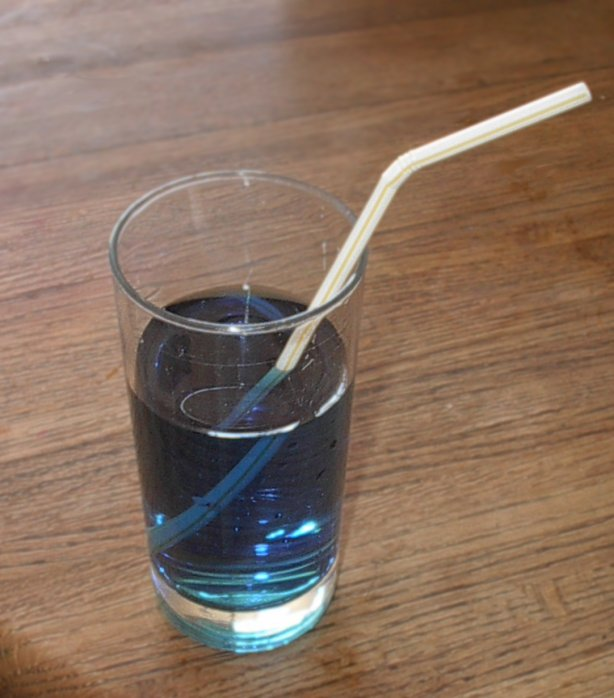
Пример преломления света. Трубочка для коктейля кажется изогнутой из-за преломления света на границе между жидкостью и воздухом

Преломлением света называется изменение направления распространения света (световых лучей) при прохождении через границу раздела двух различных прозрачных сред. Оно описывается законом Снеллиуса:
{\displaystyle n_{1}\sin \theta _{1}=n_{2}\sin \theta _{2}}
где {\displaystyle \theta _{1}} — угол между лучом и нормалью к поверхности в первой среде, {\displaystyle \theta _{2}} — угол между лучом и нормалью к поверхности во второй среде, а {\displaystyle n_{1}} и {\displaystyle n_{2}} — показатели преломления первой и второй среды соответственно. При этом {\displaystyle n=1} для вакуума и {\displaystyle n>1} в случае прозрачных сред.
Когда луч света пересекает границу между вакуумом и другой средой, или между двумя различными средами, длина волны света изменяется, но частота остается неизменной. Если свет падает на границу не перпендикулярно ей, то изменение длины волны приводит к изменению направления его распространения. Такое изменение направления и является преломлением света.
Преломление света линзами часто используется для такого управления светом, при котором изменяется видимый размер изображения, как, например, в лупах, очках, контактных линзах, микроскопах и телескопах.

## Радиометрия и световые измерения

Спектральные зависимости относительной чувствительности человеческого глаза для дневного (красная линия) и ночного (синяя линия) зрения

## Восприятие света глазом

Нормированные спектральные зависимости чувствительности колбочек трёх типов. Пунктиром показана светочувствительность палочек